# Кузьмичёв, Иван Фёдорович
Иван Фёдорович Кузьмичёв (1910—1984) — лётчик-ас, подполковник Советской Армии, участник Великой Отечественной войны, Герой Советского Союза (1945).

## Биография
Иван Кузьмичёв родился 7 ноября 1910 года в селе Траханиотово (ныне — Кузнецкий район, Пензенская область). После окончания семи классов школы работал в сельском хозяйстве. В ноябре 1930 года Кузьмичёв был призван на службу в РККА. Член ВКП(б) с 1931 года. В 1933 году он окончил Качинскую военную авиационную школу пилотов, в 1939 году — курсы комиссаров ХВО. Участвовал в боях на Халхин-Голе. С июля 1942 года — на фронтах Великой Отечественной войны. Принимал участие в боях на Южном, Воронежском, Степном, 1-м и 2-м Украинском фронтах.
К марту 1945 года гвардии майор Ивани Кузьмичёв был заместителем по политчасти командира 152-го гвардейского истребительного авиаполка 12-й гвардейской истребительной авиадивизии 1-го гвардейского штурмового авиакорпуса 2-й воздушной армии 1-го Украинского фронта. К тому времени он совершил 166 боевых вылетов, принял участие в 83 воздушных боях, сбив 15 вражеских самолётов лично и ещё 2 — в составе группы.
В 1946 году венчался в церкви, за что был снят с политработы, исключён из партии и в звании подполковника уволен в запас. Проживал сначала в Мичуринске, затем в Воронеже. Активно занимался общественной деятельностью. Умер 25 сентября 1984 года, похоронен на Левобережном кладбище Воронежа.

## Награды
- Указом Президиума ВС СССР от 27 июня 1945 года за «мужество и отвагу, проявленные в воздушных боях, за умелое руководство боевой и партийно-политической работой полка» гвардии майор Иван Кузьмичёв был удостоен высокого звания Героя Советского Союза с вручением ордена Ленина и медали «Золотая Звезда» за номером 7557[1].
- три ордена Красного Знамени (1.12.1939; 11.10.1943; 3.10.1944)
- орден Отечественной войны I степени (21.05.1945)
- орден Красной Звезды
- медали[1].

## Память

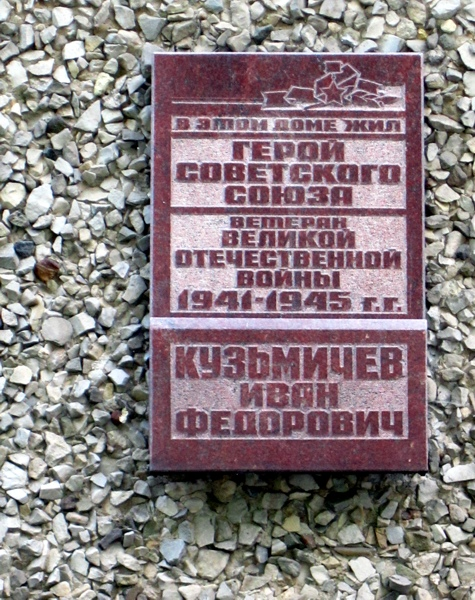
Мемориальная доска

- Мемориальная доска в Воронеже (улица 25 Января, дом 34).